# Harai
Harai fou un estat tributari protegit de l'Índia, del tipus zamindari, al nord-est del districte de Chhindwara a les Províncies Centrals, format per 90 pobles dels quals 89 estaven habitats i 1 deshabitats.
El territori estava format per les muntanyes al nord d'Amarwara i les terres baixes cap a la vall del Narbada. El raja, d'ètnia gond, residia a un fort en aquesta plana. La superfície de l'estat era de 425 km² i la població el 1881 de 13.449 habitants. El raja rebia un subsidi de 512 lliures a l'any a canvi de la pèrdua d'antics privilegis. La vila principal era Harai a 22° 37′ N, 79° 18′ E / 22.617°N,79.300°E amb 1797 habitants el 1881.